# نیکولاس تولپ
نیکولاس تولپ (به انگلیسی: Nicolaes Tulp) (۹ اکتبر ۱۵۹۳–۱۲ سپتامبر ۱۶۷۴) جراح هلندی و شهردار آمستردام بود. تولپ به خاطر شخصیت اخلاقی برجسته خود و به عنوان موضوع نقاشی معروف رامبراند، کلاس تشریح دکتر نیکولاس تولپ مشهور بود.

## زندگی
با نام اصلی کلس پیترزون (به انگلیسی: Claes Pieterszoon) متولد شد، وی فرزند یک بازرگان موفق و فعال در امور مدنی در آمستردام بود. از سال ۱۶۱۱ تا ۱۶۱۴، در لیدن در رشته پزشکی تحصیل کرد. هنگامی که به آمستردام بازگشت، به پزشک محترمی تبدیل شد و در سال ۱۶۱۷ با آگفه وان در فوگ ازدواج کرد. وی جوانی جاه طلب بود و نام خانوادگی تولپ (برگرفته از نشان‌شناسی تولیپ به معنی لاله) را برای خود انتخاب کرد و نام خود را به نیکلاس (نسخه مناسب تری از نام کلس) تغییر داد. وی به عنوان خزانه دار شهری فعالیت خود را در سیاست مداری محلی آغاز کرد و در سال ۱۶۲۲، در آمستردام به مقام استادی رسید.

### نقاشی رامبراند
این پیشگام هر سال در زمستان درس‌های آناتومی تدریس می‌نمود و آن‌ها را بر روی قربانیان اعدام عمومی انجام می‌داد. در آن زمان، تجزیه و تحلیل اجساد فقط در صورتی قانونی بود که موضوع یک جنایتکار مرد مطرح باشد و در خارج از کلیسا مورد توجه قرار می‌گرفت. این اختلافات با رضایت شورای شهر انجام شد و وسیله ای برای جمع‌آوری بودجه برای جلسات و مهمانی‌های شورای شهر بود. کلیه اعضای شورا و انجمن صنفی موظف به حضور و پرداخت هزینه پذیرش بودند. در سراسر اروپا، این کالبدشکافی‌ها توسط مردان برجسته در مورد آناتومی و فرایندهای شیمیایی بدن انسان، تبادل نظر و آموخته شد.

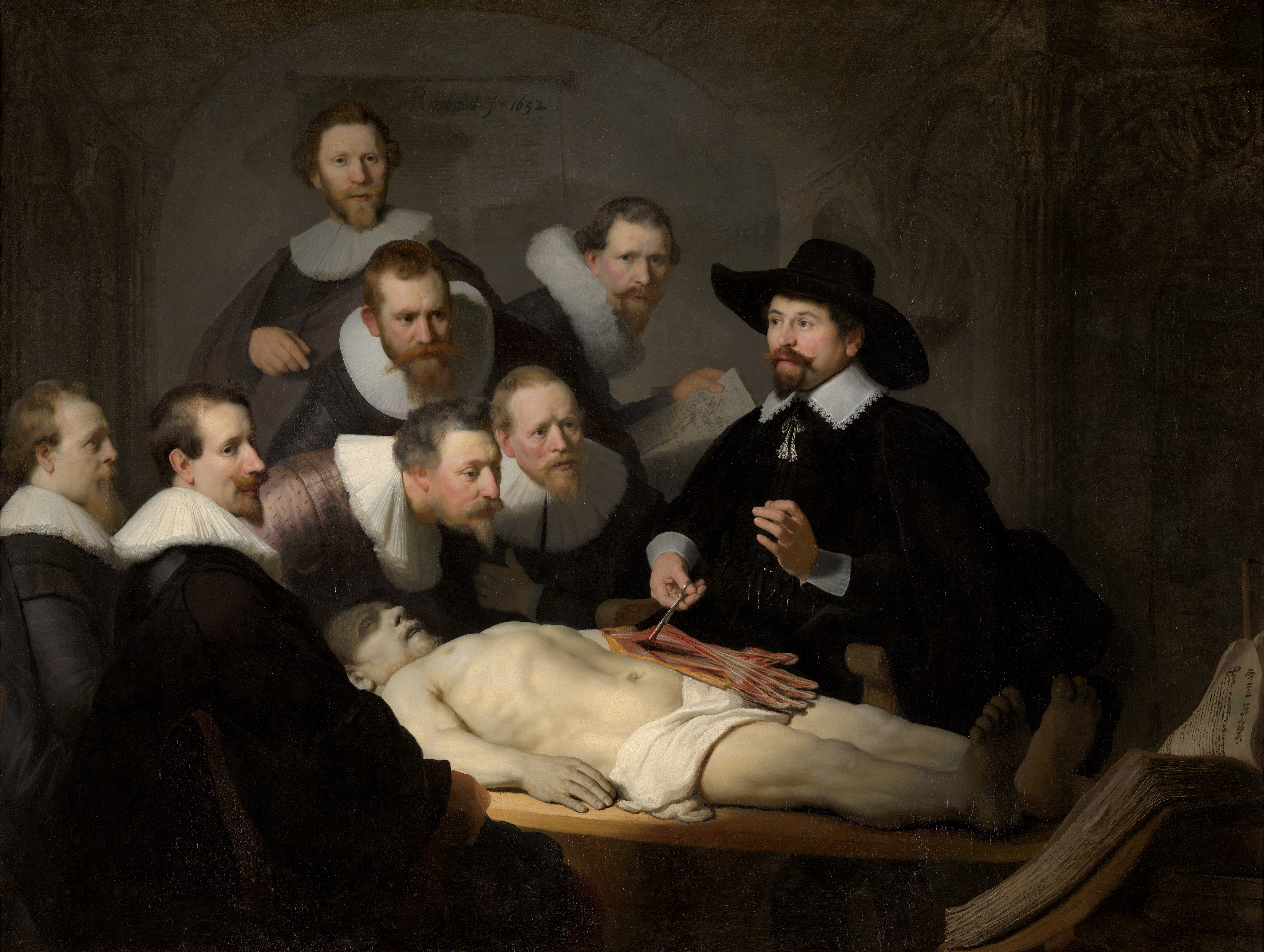
کلاس تشریح دکتر نیکولاس تولپ اثر رامبراند